# Francesca Piccinini
Francesca Piccinini (Massa, 10 gennaio 1979) è una dirigente sportiva ed ex pallavolista italiana, nel ruolo di schiacciatrice.

## Biografia
Fuori dai palazzetti, nel 2004 realizza un calendario sexy per la rivista maschile Men's Health, l'anno successivo pubblica la propria biografia dal titolo La melagrana, e nel 2010 partecipa in un cameo alla pellicola Femmine contro maschi di Fausto Brizzi.
Per i suoi risultati sportivi ha ricevuto il Collare d'oro al merito sportivo.

## Carriera

### Giocatrice

#### Club

Una 14enne Piccinini (in piedi, seconda da destra) agli esordi con la Carrarese nella stagione 1993-1994

Inizia la carriera nel 1991 con la Robur Massa, nella formazione minore militante in Serie D, per poi passare nella stagione seguente alla squadra maggiore militante nel campionato di Serie B1. Nella stagione 1993-94 viene ingaggiata dalla Carrarese, in Serie A1: fa il suo esordio in campionato il 7 novembre 1993, in una gara contro l'Olimpia Ravenna, all'età di 14 anni.
Dopo due annate con il club toscano, di cui una in Serie A2, si trasferisce a Reggio Emilia per la stagione 1995-96 e poi a Modena per la stagione 1996-97: con il club emiliano arrivano i primi successi a livello di club, come la vittoria della Supercoppa europea 1996 e della Coppa delle Coppe.
Dopo un'annata nello Spezzano, lascia l'Italia per giocare nella stagione 1998-99 nella Superliga brasiliana con il Paraná, ma già nella stagione seguente è nuovamente in patria, quando viene ingaggiata dal Bergamo: nel corso degli anni con il club orobico ottiene la vittoria di quattro scudetti, due coppe Italia, tre Supercoppe italiane, cinque Champions League e una Coppa delle Coppe.
Nella stagione 2012-13 viene ingaggiata dal Chieri Torino, mentre nella stagione successiva passa alla neonata LJ di Modena, società dove resta per due annate. Per il campionato 2015-16 difende i colori di Casalmaggiore, con cui si aggiudica la Supercoppa italiana e la Champions League, ottenendo anche il riconoscimento come miglior giocatrice.
Nella stagione 2016-17 si accasa all'AGIL di Novara, sempre in Serie A1, con cui si aggiudica lo scudetto 2016-17, la Supercoppa italiana 2017, due Coppe Italia e la Champions League 2018-19.
Nel settembre 2019, al termine della stagione 2018-19 annuncia un primo ritiro dall'attività agonistica; tuttavia nel gennaio 2020 ritorna in campo per vestire la maglia della UYBA di Busto Arsizio, in Serie A1, con cui conclude la stagione 2019-20 e gioca poi la stagione 2020-21. Al termine di quest'ultimo campionato si ritira nuovamente.

#### Nazionale

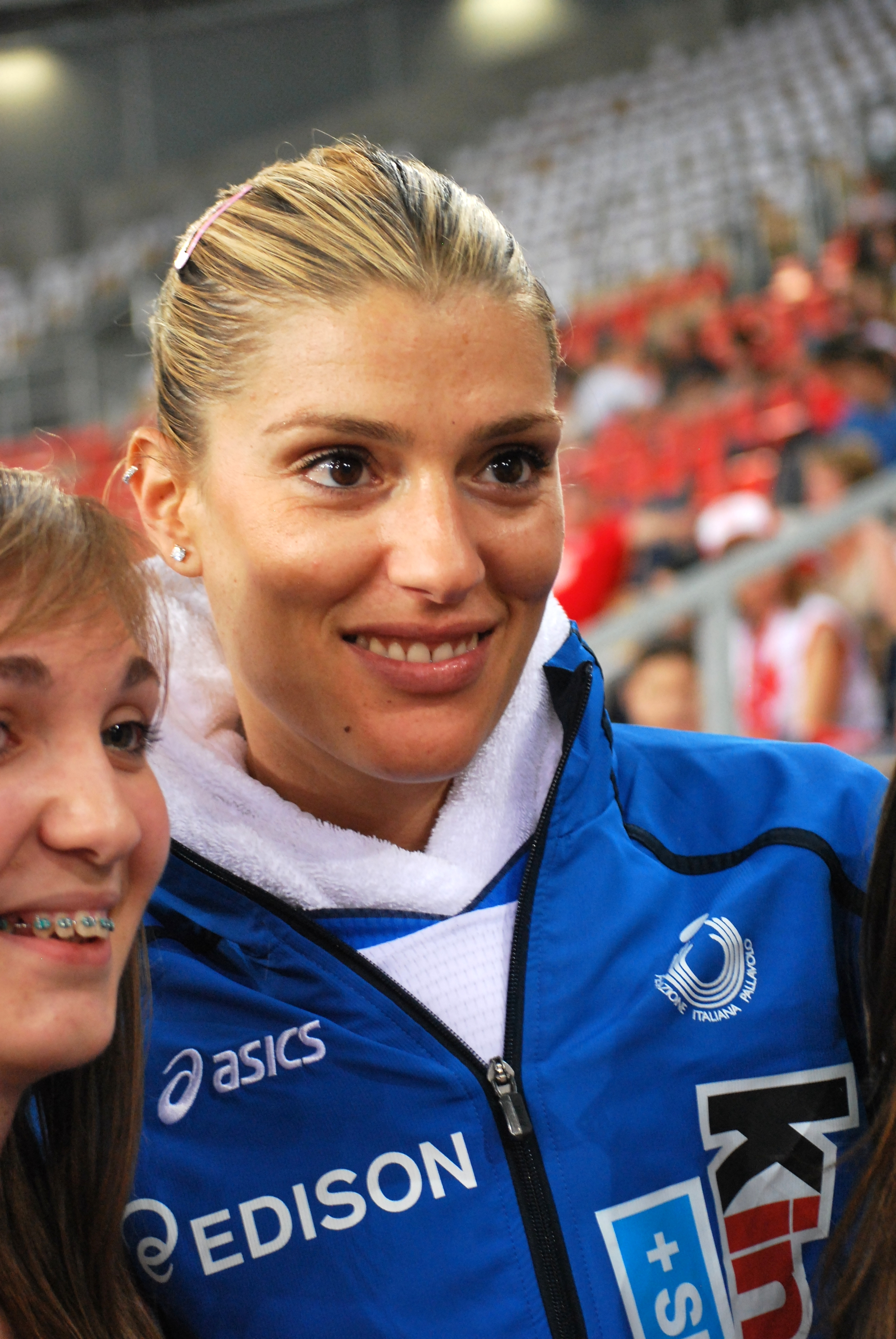
Piccinini in nazionale nel 2012

Dopo aver vinto nel 1994 la medaglia d'argento al campionato europeo under 19, nel 1995 ottiene le prime convocazioni in nazionale, dove esordisce il 10 giugno, in un match contro gli Stati Uniti, persa dalle azzurre con il risultato di 3-1.
Con la Nazionale under 19 si aggiudica la medaglia d'oro nel campionato europeo 1996 e con quella under 20 la medaglia d'argento al campionato mondiale 1997, vince i XIII Giochi del Mediterraneo.
Nel 1999, con la nazionale maggiore conquista la medaglia di bronzo al campionato europeo.
Ottiene numerosi successi, a partire dalle vittorie al campionato mondiale 2002, alla Coppa del Mondo 2007 e al campionato europeo e Grand Champions Cup nel 2009: numerose sono le medaglie di bronzo e argento al campionato europeo, nel periodo compreso tra il 1999 e 2005, e al World Grand Prix tra il 2004 e il 2010.
Nel 2016 gioca le sue ultime partite con la nazionale.
Nel dicembre 2022, come tutte le giocatrici della nazionale campione del mondo 2002, viene introdotta dalla Federazione Italiana Pallavolo nella hall of fame del volley italiano.

### Dopo il ritiro
Dal 2021 ricopre il ruolo di vicepresidente operativo in seno alla UYBA, con delega al settore giovanile e alle attività di marketing. Dal 2023 è inoltre consulente per il settore giovanile della Chorus Volley Bergamo Academy.
In ambito televisivo, dalla stagione 2021-2022 è commentatore tecnico per Sky Sport, sia per le gare del campionato italiano sia per quelle delle nazionali.

## Palmarès

### Club
- Campionato italiano: 5

2001-02, 2003-04, 2005-06, 2010-11, 2016-17
- Coppa Italia: 4

2005-06, 2007-08, 2017-18, 2018-19
- Supercoppa italiana: 5

1999, 2004, 2011, 2015, 2017
- Coppa dei Campioni/Champions League: 7

1999-00, 2004-05, 2006-07, 2008-09, 2009-10, 2015-16, 2018-19
- Coppa CEV: 1

2003-04
- Coppa delle Coppe: 1

1996-97
- Supercoppa europea: 1

1996

### Nazionale (competizioni minori)
- Campionato europeo under 19 1994
- Campionato europeo under 19 1996
- Campionato mondiale under 20 1997
- Giochi del Mediterraneo 1997
- Giochi del Mediterraneo 2001
- Trofeo Valle d'Aosta 2008
- Giochi del Mediterraneo 2009

### Premi individuali
- 2005 - Supercoppa italiana: MVP
- 2007 - Champions League: Miglior attaccante
- 2010 - Champions League: MVP
- 2012 - Supercoppa italiana: MVP
- 2016 - Champions League: MVP
- 2016 - CEV: Ambasciatrice pallavolistica dell'anno
- 2019 - CEV: Premio alla carriera